# Dick Button
Richard Totten "Dick" Button (Englewood, 18 de julho de 1929 – 30 de janeiro de 2025) foi um patinador artístico e comentarista esportivo norte-americano. Ele foi bicampeão olímpico em 1948 e 1952, e pentacampeão mundial.

## Principais resultados
| Resultados                                            | Resultados      | Resultados      | Resultados      | Resultados       | Resultados      | Resultados      | Resultados      | Resultados      | Resultados      | Resultados    | Resultados    | Resultados    |
| Internacional                                         | Internacional   | Internacional   | Internacional   | Internacional    | Internacional   | Internacional   | Internacional   | Internacional   | Internacional   | Internacional | Internacional | Internacional |
| Evento/Temporada                                      | 1943– 1944      | 1944– 1945      | 1945– 1946      | 1946– 1947       | 1947– 1948      | 1948– 1949      | 1949– 1950      | 1950– 1951      | 1951– 1952      |               |               |               |
| ----------------------------------------------------- | --------------- | --------------- | --------------- | ---------------- | --------------- | --------------- | --------------- | --------------- | --------------- | ------------- | ------------- | ------------- |
| Jogos Olímpicos                                       |                 |                 |                 |                  | Medalha de ouro |                 |                 |                 | Medalha de ouro |               |               |               |
| Campeonato Mundial                                    |                 |                 |                 | Medalha de prata | Medalha de ouro | Medalha de ouro | Medalha de ouro | Medalha de ouro | Medalha de ouro |               |               |               |
| Campeonato Europeu                                    |                 |                 |                 |                  | Medalha de ouro |                 |                 |                 |                 |               |               |               |
| Campeonato Norte-Americano                            |                 |                 |                 | Medalha de ouro  |                 | Medalha de ouro |                 | Medalha de ouro |                 |               |               |               |
| Nacional                                              |                 |                 |                 |                  |                 |                 |                 |                 |                 |               |               |               |
| Campeonato dos Estados Unidos                         |                 |                 | Medalha de ouro | Medalha de ouro  | Medalha de ouro | Medalha de ouro | Medalha de ouro | Medalha de ouro | Medalha de ouro |               |               |               |
| Campeonato dos Estados Unidos – Júnior                |                 | Medalha de ouro |                 |                  |                 |                 |                 |                 |                 |               |               |               |
| Campeonato dos Estados Unidos – Noviço                | Medalha de ouro |                 |                 |                  |                 |                 |                 |                 |                 |               |               |               |
|                                                       |                 |                 |                 |                  |                 |                 |                 |                 |                 |               |               |               |
| Legenda: Competição não foi disputada nesta temporada |                 |                 |                 |                  |                 |                 |                 |                 |                 |               |               |               |